# Éller
Éller är en ort i Spanien.   Den ligger i provinsen Província de Lleida och regionen Katalonien, i den nordöstra delen av landet, 500 km öster om huvudstaden Madrid. Éller ligger 1 440 meter över havet och antalet invånare är 1 535.
Terrängen runt Éller är kuperad åt sydost, men åt nordväst är den bergig. Runt Éller är det glesbefolkat, med 14 invånare per kvadratkilometer. Närmaste större samhälle är Puigcerdà, 11,3 km öster om Éller. Trakten runt Éller består till största delen av jordbruksmark.